# 林尚孝
林 尚孝（はやし なおたか、1933年6月12日 - 2020年11月27日）は、日本の農学者。

## 略歴
関東州大連市（現・中華人民共和国大連市）出身。宇都宮市立戸祭国民学校（現・宇都宮市立戸祭小学校）入学。岡谷市立国民学校（現・岡谷市立岡谷田中小学校、岡谷市立神明小学校）卒業。長野県諏訪中学校（現・長野県諏訪清陵高等学校）入学、長野県諏訪清陵高等学校卒業。1954年東京大学農学部農業工学科卒業。農林省（現・農林水産省）関東東山農業試験場技官、東京大学農学部助手、山形大学農学部助教授を経て、1968年茨城大学助教授、1984年同大学教授、東京農工大学大学院教授併任。茨城大学評議員、同大学農学部附属農場長、同大学農学部長、同大学大学院農学研究科長を歴任。 1999年茨城大学を退官、同大学名誉教授。総合農学学会会長。農業機械学会理事。2020年逝去。実弟に医師で日本住血吸虫症の研究で知られる林正高がいる。

## 著書
- 『仮面の人・森鴎外』同時代社 2005年